# Warez
 (avril 2018).
Si vous disposez d'ouvrages ou d'articles de référence ou si vous connaissez des sites web de qualité traitant du thème abordé ici, merci de compléter l'article en donnant les références utiles à sa vérifiabilité et en les liant à la section « Notes et références ».
 (avril 2018).
 (août 2017).
Certains termes anglais peu courants en français devraient être remplacés par des termes français équivalents mieux connus.

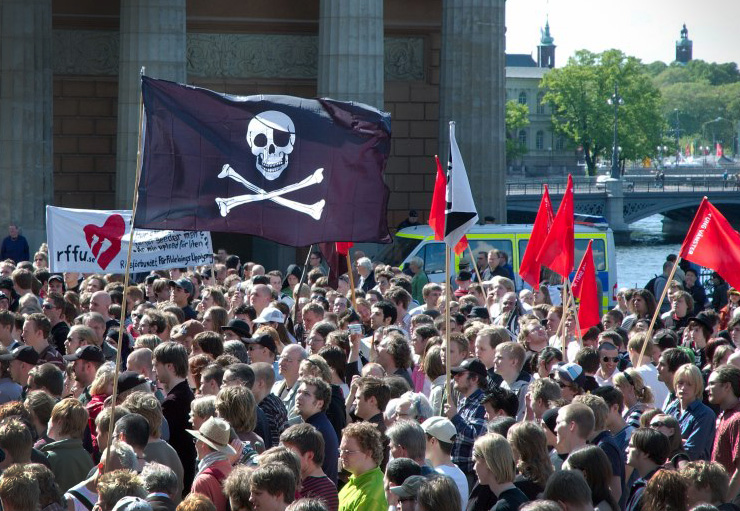
Manifestation en Suède en faveur du partage de fichiers en 2006

Le terme warez désigne des contenus numériques protégés par les lois du copyright, mais diffusés illégalement sans reverser de droits. Le terme provient d'une déformation du mot anglais wares (« marchandises » en français).
De manière générale, le terme « warez » désigne les activités illégales de diffusion de contenus numériques protégés par le droit d'auteur, qui ont généralement lieu dans le cadre de la scène Warez.

## Généralités

### Historique
Compte tenu des risques juridiques à échanger illégalement des logiciels, les warez étaient hébergés sur des serveurs d'entreprise mal protégés contenant des répertoires auxquels on pouvait accéder sans contrôle en lecture comme en écriture. Ils sont donc à distinguer des serveurs de gratuiciel parfaitement légaux comme le fut par exemple en France Buster, qui procura une notoriété nationale à Fabrice Bellard alors même que celui-ci était encore en classe de seconde.[réf. nécessaire]

### Contenus
Les contenus les plus piratés sont les logiciels, les jeux, la musique, les films, les séries, et depuis 2008, les journaux et les livres.
Ils sont souvent accompagnés de fichiers .nfo ou FILE ID.DIZ qui contiennent des renseignements sur le groupe de pirates et/ou une description du contenu. Parfois, ces fichiers servent également de moyen de communication pour recruter des membres ou même pour passer un message.
Ces fichiers distribués par les teams (« équipes ») sont communément appelés releases (« éditions » ou « versions »).

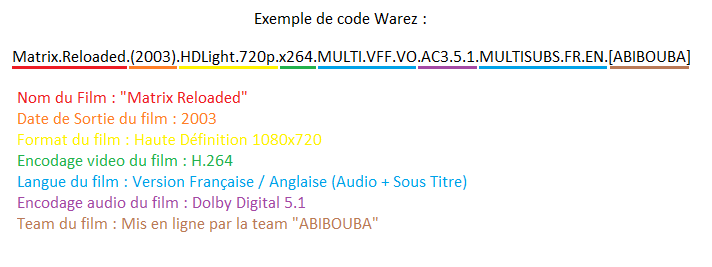
Exemple de codage Warez

Le défi des diffuseurs de warez est dans la mise à disposition des « jour zéro » (0-day), les contenus rendus disponibles le jour même de leur annonce de commercialisation officielle, voire avant. Ceux qui parviennent à cet exploit gagnent une sorte de respectabilité dans la communauté des pirates.
Les Renseignements généraux français (et en général les services de police des pays concernés) surveillent de près les opérations des pirates, les infiltrant parfois (tel le Chaos Computer Club France) pour y nouer des relations et obtenir parfois la « collaboration » forcée de certains d'entre eux en échange de l'« oubli » de méfaits.
Le milieu du warez est différent de celui du déplombage, car ce dernier poursuit un autre objectif : le piratage de logiciels ou de jeux qui permet leur usage sans licence.

## Solutions utilisées
- Bittorent / Torrent : protocole de transfert de données pair-à-pair (P2P) à travers un réseau informatique. Le protocole a été conçu en avril 2001 et mis en place à l'été 2002 par le programmeur Bram Cohen, et est dorénavant maintenu par la société BitTorrent Inc.
- Direct Download / DDL : le téléchargement direct est une pratique de mise à disposition de fichiers téléchargeables directement sur l'infrastructure d'un site web, suivant le modèle client-serveur. L'expression « téléchargement direct » est utilisée pour éviter la confusion avec le téléchargement en pair-à-pair, qui utilise les ressources de plusieurs utilisateurs.
- eMule : logiciel gratuit de partage de fichiers en P2P. Fondé en mai 2002 dans le but de contourner eDonkey2000, eMule se connecte désormais aux réseaux eDonkey et Kad. Les avantages qui distinguent eMule incluent l'échange direct des sources entre clients, le diagnostic rapide des fichiers corrompus et l'utilisation d'un système de crédit pour les utilisateurs les plus fidèles.
- FTP / FTPS : protocole de transfert de données réalisé entre deux machines, principalement d'un serveur à un ordinateur. Principalement utilisé sur la Scène à travers des Topsites.
- Napster : fut un pionnier des services de partage de fichiers en pair à pair. Le service a fonctionné entre juin 1999 et juillet 2001, il était spécialisé dans le partage de fichiers audio, en particulier de fichiers musicaux généralement encodés au format MP3.
- Streaming : « diffusion en flux », « lecture en continu », « lecture en transit » ou « diffusion en mode continu » ; désigne un principe utilisé pour l'envoi de contenu en « direct » (ou en léger différé). On peut également songer à la locution « lecture seule », déjà utilisée en informatique. Très utilisée sur Internet et sur les réseaux de téléphonie mobile, elle permet la lecture d'un flux audio ou vidéo (cas de la vidéo à la demande) au fur et à mesure qu'il est diffusé. Elle s'oppose ainsi à la diffusion par téléchargement de fichiers qui nécessite de récupérer l'ensemble des données d'un morceau ou d'un extrait vidéo avant de pouvoir l'écouter ou le regarder. Néanmoins la lecture en continu est, du point de vue théorique, un téléchargement, car il y a un échange de données brutes entre un client et un serveur, mais le stockage est provisoire et n'apparaît pas directement sous forme de fichier sur le disque dur du destinataire. Les données sont téléchargées en continu dans la mémoire vive (RAM), sont analysées à la volée par l'ordinateur ou le smartphone et rapidement transférées vers un écran ou un lecteur multimédia (pour affichage) puis remplacées par de nouvelles données.
- Soulseek : est un réseau et application de partage de fichiers en P2P mono-source (contrairement à Kazaa ou eMule). Ce réseau était particulièrement apprécié par les amateurs de musiques alternatives, expérimentales, indépendantes et underground. L'un des créateurs de ce réseau avait brièvement travaillé chez Napster. Le réseau possède des salons de discussion.
- Usenet : est un réseau de forums, inventé en 1979. Pour fonctionner dans un environnement Unix, il utilise alors le protocole UUCP. Il devient accessible depuis Internet grâce au protocole NNTP. Il est encore régulièrement utilisé au xxie siècle.

## Vocabulaire du milieu warez
Ces termes sont en anglais et la liste n'est ni exhaustive ni figée. Les inscriptions décrivant le fichier partagé sont par habitude indiquées en majuscules, hormis la lettre i pour éviter les confusions avec le numéro 1.

### Vocabulaire général
- Board : site hébergeant les contenus warez. Il donne des liens de fichiers, des liens de streaming ou des fichiers torrent.
- Dump : reproduction complète d'un contenu sans modification.
- Dupe : contenu dupliqué (un contenu équivalent existe déjà).Exemple de proof.

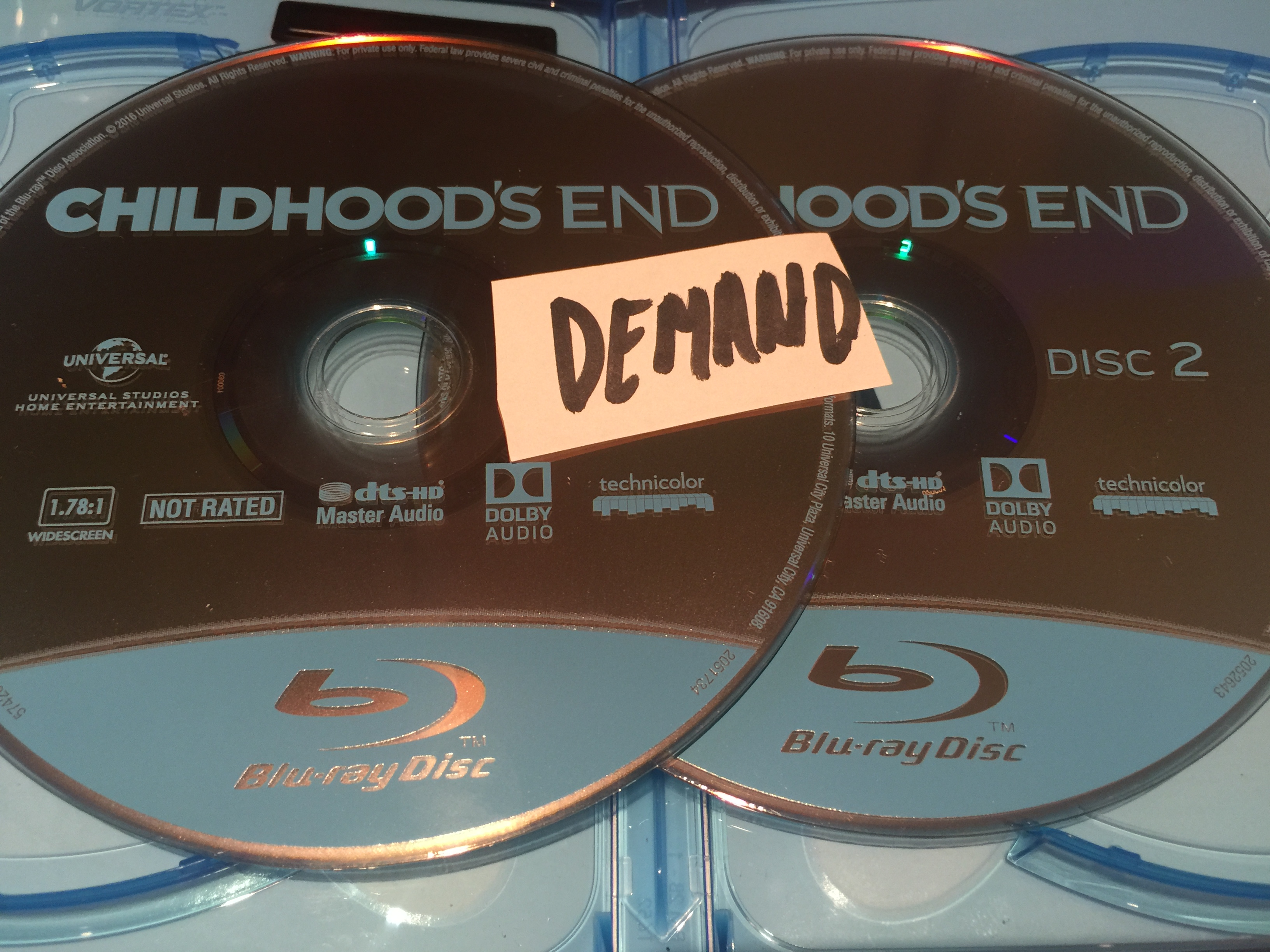
Exemple de proof.

- Sync : contenu ayant une source vidéo ou audio différente (par exemple pour avoir une piste vidéo de meilleure qualité), généralement piste audio TVrip avec piste video BDrip/WEB-DL.
- Fake : « contrefaçon », « faux ». Il désigne une archive qui a été renommée pour déguiser son contenu, certaines fois pour tromper l'utilisateur : EGABTR (EGA better) qui effaçait le disque, ou PKZIP400 qui installait un virus.
- Leak : (« fuite ») contenu ayant fuité alors qu'il était censé rester secret ou inaccessible.
- Nuke : contenu supprimé car ne correspondant pas aux règles du serveur FTP.
- Prez : présentation d'un fichier partagé sur un board.
- Proof : preuve de l'origine du fichier, généralement une photographie du/des disques avec le tag de l'équipe bien visible.
- Retail : produit final physique, celui qu'on achète dans le commerce.
- Rip : extraction numérique ou analogique d'un contenu et conversion sous un autre format numérique.
- Team : « équipe », désigne, sous la forme team + nom, la personne ou le groupe qui fournit un contenu.

### Vocabulaire Direct Download
- Débrideur : service communautaire utilisé pour télécharger sans restriction sur les hébergeurs via des comptes premium partagés.
- Hébergeur de fichiers : service qui permet de faire héberger des fichiers sur un serveur. Certains hébergeurs acceptent tous les types de fichiers, d'autres se classent selon les types de fichiers qu’ils prennent en charge : vidéos, photographies, ou autres.

### Vocabulaire Bittorent
- Leecher (« sangsue », au figuré) : client souhaitant télécharger le fichier, mais ne le possédant pas en totalité. Ce terme a également un sens péjoratif pour qualifier ceux qui téléchargent sans envoyer en contrepartie de fichier sur le réseau. Lors de la première apparition d'un torrent, il n'y a que peu de semences (seeds) et beaucoup de sangsues (leechers).
- Magnet (« aimant ») : solution utilisée depuis quelques années afin de permettre l'accès à un fichier sans partager un fichier torrent. Un lien magnet se compose du numéro de hash du torrent ainsi que du lien vers un tracker, ce qui permet à l'utilisateur de télécharger le fichier torrent via les autres utilisateurs.
- Torrent : selon le contexte, un torrent peut signifier soit un fichier de métadonnées .torrent, soit tout fichier décrit par lui. Le fichier torrent contient des métadonnées relatives aux fichiers qu'il rend téléchargeables, y compris leurs noms, tailles et sommes de contrôle de toutes pièces du torrent. Il contient également l'adresse IP d'un tracker qui coordonne la communication entre les peers du swarm (« essaim »).
- OpenTracker : tracker ouvert et libre auquel peut se connecter n'importe quel client avec n'importe quel torrent.
- Seedbox (« trémie ») : serveur informatique privé servant à la réception (téléchargement) et à l'émission (téléversement) de fichiers numériques.
- Seeder (« semoir ») : client partageant un fichier complet. Ce terme signifie semeur en français.
- Tracker (« traqueur ») : serveur qui sait en permanence quelles semences et quels peers se trouvent dans le swarm. Les clients lui envoient régulièrement des informations. En échange, ils reçoivent des informations sur d'autres clients auxquels ils peuvent se connecter. Le traqueur n'est pas directement impliqué dans le transfert de données et ne possède pas de copie du fichier. Les quelques secondes par heure où un client se connecte au tracker sont en principe les seules où il puisse se faire identifier (mais par quelques dizaines d'autres clients seulement).

### Vocabulaire films et séries
| Provenance    | CAM / TS  | VHSRip    | TVRip     | DVD     | HDTV      | WEBRip     | WEB-DL     | Blu-Ray  |
| ------------- | --------- | --------- | --------- | ------- | --------- | ---------- | ---------- | -------- |
| Qualité vidéo | Mauvaise  | Moyenne   | Moyenne   | Moyenne | Haute     | Très Haute | Excellente | Parfaite |
| Qualité audio | Mauvaise  | Moyenne   | Moyenne   | Haute   | Haute     | Haute      | Excellente | Parfaite |
| Disponibilité | Immédiate | Immédiate | Immédiate | Moyenne | Immédiate | Immédiate  | Immédiate  | Lente    |

- CAM : copie d'un film réalisé dans un cinéma, à l'aide d'une caméra (Take on Screen).
- BDMux / DVDMux : même fonctionnement que le HDTVMux, mais pour un Blu-Ray ou un DVD.
- BluRay / BDRip : il s'agit d'une copie de Blu-Ray, la plupart du temps au format MPEG4 / H.264 (extension de type .mkv) ou XViD (extension .avi). Le Blu-Ray est caractérisé par une qualité supérieure aux autres versions liés utilisation du Blu-Ray.
- BluRay Remux / Full Blu-Ray : copie complète d'un Blu-Ray sans modification, équivalent du DVD-R pour les Blu-Ray. Dans le cas d'un "Remux", les pistes vidéo et audio sont "multiplexées" dans un fichier MKV sans subir de réencodage, ce qui permet de conserver la même qualité que celle du Blu-Ray.
- DC : abrév. de director's cut, le « montage (du) réalisateur » pour un film ou une série télé.
- DVD / DVDRip : il s'agit d'une copie de DVD la plupart du temps au format MPEG4 / H.264 ou XViD (extension de type .mkv ou .avi).
- DVD-R / DVD9 / DVD Remux : copie complète du DVD commercial au format iso, parfois modifié. On y retrouve les menus et souvent plusieurs langues, ainsi que des sous-titres. Elle permet d'obtenir la meilleure qualité d'image en provenance d'un DVD.
- DVDSCR : abrév. de DVD Screener : encodage réalisé à partir d’un DVD promotionnel. L’image est de bonne qualité, proche du DVDRip, cependant, un message d’avertissement (copie interdite, copyright, etc.) peut être apposé sur la vidéo.
- FS : Full Screen (« plein écran ») ou Format 4:3, à ne pas confondre avec R5 qui, lui, est le format des fichiers importés de Russie.
- HDDVD Rip : il s'agit d'une contrefaçon de HD-DVD, la plupart du temps au format MPEG4 / H.264 ou XViD (extension de type .mkv ou .avi).
- HC : désigne la présence de sous-titre (coréens la plupart du temps) sur la vidéo.
- HDTV : copie réalisée à partir d'un enregistrement depuis une chaîne de Télévision proposant du contenu en « haute définition ». La résolution minimale est de 720 pixels en largeur (720 par 404 minimum).
- HDTVMux : technique consistant à prendre la bande-son d'une version HDTV et à la mettre sur une autre. Elle permet d'augmenter la qualité vidéo.
- LiMiTED : ce tag signifie que le film n'a eu qu'une diffusion restreinte dans les cinémas (parfois moins de 250 salles). Il s'agit généralement de films d'art et essai ou des moyens-métrages.
- NUKE : désigne une version mal faite (décalage entre l'audio et la vidéo compression avec perte trop élevée, NFO incomplet, fichiers corrompus…).
- NUKED : (« atomisé ») se dit d'une version ne respectant pas les normes de la scène.
- PROPER : tag qui peut être ajouté dans le nom d'une version si celle-ci a déjà été faite par une autre équipe dans une qualité inférieure (utilisation d'un autre Telesync ou d'une source différente, de meilleure qualité).
- REAL PROPER : utilisé lorsqu'une version PROPER est nuked.
- REPACK : employé par une équipe pour corriger les erreurs de ses versions.
- SATRip : équivalent du TVRip, mais depuis le satellite (terme de plus en plus remplacé par HDTV).
- Screener : film, téléchargeable sur internet, et provenant d'une VHS (ou DVD) promotionnelle envoyée par les services marketing des majors. Possède un message d'avertissement antipiratage. Son équivalent en DVD est un DVDScreener. En France, la plupart des screeners sont issus de DVDScr dont on a remplacé la piste audio anglaise par une piste audio en français (la plupart du temps par celle d'un CAM ou d'un TS).
- TeleSync : copie illicite d'un film réalisé dans un cinéma, à l'aide d'une caméra, mais avec un son ou une vidéo provenant d'une source externe.
- TS : Le format TS (Transport Stream) est un flux multiplexé à plusieurs canaux (vidéo + audio + data [textes]) et est utilisé pour la diffusion (broadcast) par les box et les satellites. Ce flux est lisible sur toute plateforme que ce soit Smart TV ou type de player, lisibles sur ordinateur avec divers programmes (libres ou commerciaux). Le MPEG-4 Part 10 TS est utilisé par Free SAS du groupe Iliad. Le MPEG-2 Part 2 TS est utilisé par ICI.Radio-Canada.ca
- TVRip : copie réalisée à partir d'un enregistrement depuis une chaîne de Télévision. (Terme de moins en moins utilisé, remplacé par HDTV).
- UNRATED / UNCENSORED : film non classé / film non censuré.
- VHSRip : transféré à partir d'une VHS officielle, principalement pour les films d'époque qui sont difficilement trouvables en DVD, voire pas du tout. Utilisé notamment pour des vidéos de sports et des vidéos pornographiques.
- WEB / WEB-DL : film / série provenant d'une version disponible sur internet (principalement les plate-formes de SVOD, mais aussi via les plates-formes de télévision de rattrapage).
- WEBRip : Capture de film / série provenant généralement de Netflix, Amazon, ré-encodé ensuite en x264. En général, il s'agit d'un enregistrement d'écran. Qualité souvent proche du Blu-Ray Retail (si réalisé par des habitués / par des "pros").
- WORKPRINT (WP) : un workprint est une copie d'un film dont le montage n'est pas terminé (scènes manquantes, musique absente, ou effets spéciaux inachevés, etc.).

### Vocabulaire spécifique aux sous-titres et aux doublages
- MULTi : version contenant plusieurs langages (voix et sous-titres). Les MULTi sont présents principalement sur les versions Blu-Ray et WEB-DL.
- VO : abrév. de version originale.
- VOF : abrév. de version originale française.
- VF : abrév. de version française. Généralement les abréviations utilisées sont : VFF (France), VFI (International), VFQ (Québec), VFB (Belgique) ou VF2 (France+Québec)

#### Sous-titres
- FASTSUB : sous-titres réalisés très rapidement après la diffusion de la vidéo, la plupart du temps de manière communautaire.
- HORRIBLESUB : utilisé pour définir des sous-titres de très mauvaise qualité ou illisibles.
- Norme SW : sous-titres respectant la norme SW, qui définit des règles pour la qualité des sous-titres.
- SUBBED : « sous-titré » ; sous-titrage incrusté dans l'image.
- SUBFRENCH : sous-titres français officiels incrustés dans la vidéo.
- SUBFORCED : sous-titres incrustés dans la vidéo qui apparaissent lors des passages de langues étrangères.
- VOST : version originale sous-titrée (dans la même langue que l'audio).
- VOSTEN : version originale sous-titrée en anglais.
- VOSTFR : version originale sous-titrée en français.
- UNSUBBED : « non sous-titré » ; si un film a déjà été publié avec des sous-titres incrustés (SUBBED), alors une version UNSUBBED peut exister.

#### Doublages
- FRENCH / VFQ : Version Francophone Québécoise, doublage réalisé au Québec par des acteurs québécois. L'accent québécois est de moins en moins discernable, mais quelques expressions québécoises peuvent subsister. Ces quelques expressions permettent de distinguer la VFF de la VFQ, ainsi que les mots d'origine anglaise et noms propres qui sont généralement en anglais américain prononcé avec un accent francophone québécois.
- VQ : Version Québécoise. L'accent québécois est marqué et elle comporte davantage d'expressions typiquement québécoises. Le doublage peut même être réalisé en Joual (exemple : Les Simpson).
- TRUEFRENCH / VFF : Version Francophone Française, doublage réalisé en France par des acteurs français. VFF est préféré: TRUEFRENCH étant péjoratif au reste de la francophonie.
- VFB : Version Francophone Belge, doublage réalisé en Belgique par des acteurs belges.
- VFI : Version Francophone Internationale. Terme utilisé lorsqu'un seul doublage français fut réalisé. Une VFI est la plupart du temps une VFF mais il arrive que ce soit une VFQ (exemple : Kingpin) ou une VFB (exemple : Animal Kingdom).
- VF2 / FR2 : utilisé pour indiquer la présence à la fois des doublages VFF et VFQ dans la vidéo.

### Vocabulaire logiciel
- 32 bits / 64 bits / x86 / x64 / i386 : indique l'architecture compatible avec le logiciel.
- Alpha / Beta : indique une version non terminée et en cours de développement. Ces versions peuvent contenir de nombreux bugs.
- Build : nom de la version d'un programme.
- Crack Only : indique que l'archive contient uniquement le crack et non pas le logiciel.
- Cracked / Pré-cracked : indique que la version a déjà été activée.
- Final : indique la version finale d'un programme (la plupart du temps à la suite de nombreuses versions bêta).
- Keygen : programme permettant de générer des numéros de séries / clés pour activer un logiciel.
- Language Pack : indique un pack contenant différentes langues pour un logiciel.
- Mac : signifie qu'il s'agit d'une version Mac.
- Multilanguage : indique une version contenant plusieurs langues.
- Portable : version qui a été portabilisée (elle ne dispose pas d'installateur et est simplement une suite de fichiers).
- PC : signifie qu'il s'agit d'une version PC.
- Serial / Key : numéro de série / clé permettant d'activer un logiciel.
- Update : mise à jour d'un logiciel.

### Vocabulaire jeux vidéo
- Crack Only : indique que l'archive contient uniquement le crack et pas le jeu.
- Cracked / Pré-cracked : indique que la version a déjà été déplombée.
- DLC : (de l'anglais downloadable content) il s'agit d'une extension du jeu qui nécessite d'avoir la version initiale de celui-ci pour fonctionner.
- ENG / ENGLISH : indique que la version est uniquement en anglais.
- Fix : correctif permettant de corriger des erreurs ou des plantages.
- FULL UNLOCKED : désigne une archive contenant les fichiers du jeu mais dont aucun crack n'est encore disponible.
- ISO: (par opposition au Rip) désigne une version proposant l'image disque du jeu, c'est-à-dire la copie conforme d'un disque optique.
- Incl : (de l'anglais included, « y compris » en français) exemple : si le terme est suivi de DLC, signifie que la version contient le jeu ainsi que le(s) DLC cité(s).
- Keygen : programme permettant de générer des numéros de série / clés pour activer le jeu.
- Language Pack : indique un pack contenant différentes langues pour un jeu.
- Mac : (par opposition à PC) signifie qu'il s'agit d'une version pour les systèmes d'exploitation MacOS.
- MULTi / Multilanguage : indique une version multilingue contenant la plupart des langues vendues avec le jeu. Le chiffre après le MULTi indique le nombre de langues incluses (par exemple MULTi5 désigne une version contenant l'anglais, le français, l'espagnol, l'allemand et l'italien). La plupart des versions dites MULTi3 ou plus disposent de la langue française.
- Patch XX : (XX faisant référence à la langue, exemple FR pour français) indique un patch pour installer une langue précise.
- PC : (par opposition à Mac) signifie que la version est pour les systèmes d'exploitation Windows.
- REPACK : désigne une version du jeu recompilée (à l'aide d'une compression plus puissante), disposant de son propre installateur et généralement mise à jour et déjà déplombée. Lors de l'installation, il est possible de sélectionner les éléments à installer : langues, patch, crack, contenus supplémentaires, etc. afin de réduire la taille du jeu une fois installé. Pourrait-être considéré comme le "successeur" des Rip.
- Retail : version issue de la version officielle du jeu sorti en boite et disponible en magasin. La plupart du temps, ces versions n'ont subi aucune modification en dehors de l'ajout du crack. Terme tombé en désuétude.
- Rip : (par opposition à ISO) désigne une version du jeu ayant été crackée, allégée puis recompilée (utilisant une compression plus puissante), disposant de son propre installateur (sous la forme d'un .bat) et souvent associé à un fichier .reg afin d'enregistrer les entrées de registre requise pour fonctionner, tout ceci dans le but de réduire la taille de la version. Les éléments généralement supprimés sont les vidéos et langues autres que l'anglais, mais cela peut également être les musiques, les voix, contenu supplémentaire, voire des modes de jeu (multijoueur). Ces suppressions peuvent faire l'objet d'une version  complémentaire (add-on). Pratique tombée en désuétude avec l'augmentation de la taille des disques de stockage mais surtout avec la démocratisation de l'internet haut débit. Pourrait-être considéré comme « l'ancêtre » du REPACK.
- Save Editor : logiciel permettant d'éditer des sauvegardes d'un jeu.
- Serial : numéro de série / clé permettant d'activer un jeu.
- Steam Unlocker / Steam Rip / Steam Edition : archive contenant les fichiers provenant de la version Steam du jeu et dont le DRM a été retiré.
- Update : mise à jour d'un jeu ; s'installe par-dessus le jeu originel, peut également avoir besoin de la mise à jour précédente pour être installée.

#### Vocabulaire consoles
- ROM : Copie digitale d'un jeu vidéo digital ou physique sous format de fichier.
- NDS : ROM Nintendo DS.
- GBA : ROM Gameboy Advance.
- NSW : ROM Nintendo Switch.

### Vocabulaire pour lescodecsvidéo
| Code       | SD 240p   | SD 360p   | HQ 480p   | SD 576p     | HD 720p     | HD 1080p      | HD 1440p      | UHD (4K) 2160p | UHD (8K) 4320p |
| ---------- | --------- | --------- | --------- | ----------- | ----------- | ------------- | ------------- | -------------- | -------------- |
| Définition | 360 × 240 | 640 × 360 | 852 × 480 | 1 024 × 576 | 1 280 × 720 | 1 920 × 1 080 | 2 560 × 1 440 | 3 840 × 2 160  | 7 680 × 4 320  |

- 4K : indique une vidéo en Ultra HD généralement en 3 840 × 2 160.
- DivX : indique une vidéo encodée avec le codec DiVX.
- HBR : indique une vidéo avec un Bitrate (débit) élevée et donc généralement de très bonne qualité. Les versions « HBR » proviennent la plupart du temps de Blu-Ray.
- HD : indique une vidéo en haute définition, généralement en 1 080p ou 720p.
- HDRip : release techniquement de bonne qualité, il s'agit d'un Rip en « haute définition ».
- H.262 / x262 : indique une vidéo encodée avec le codec H.262. En voie de disparition.
- H.263 / x263 : indique une vidéo encodée avec le codec H.263. En voie de disparition.
- H.264 / x264 / AVC : indique une vidéo encodée avec le codec H.264-AVC.
- H.265 / x265 / HEVC : indique une vidéo encodée avec le codec H.265-HEVC, qui permet d'obtenir une vidéo de haute qualité en diminuant la taille de manière significative.
- LBR : indique une vidéo avec un Bitrate (débit) faible et donc généralement de qualité moyenne. Les versions « LBR » proviennent la plupart du temps de DVD ou de service de streaming en ligne.
- LD : indique une vidéo avec un codec audio/vidéo MPEG-4.
- mHD / HDLight : indique une vidéo en haute définition compressée afin de réduire la taille du fichier MKV final. En général de qualité excellente suivant les teams.
- MKV : indique un conteneur au format MKV, qui comprend généralement une piste vidéo, une ou plusieurs bandes-son et éventuellement des sous-titres et un chapitrage.
- MP4 : indique un conteneur au format MP4.
- XviD : indique une vidéo encodée avec le codec XViD.

### Vocabulaire pour lescodecsaudio
Concernant les codecs audio, une liste est disponible dans la catégorie « Codec audio » :
- AC-3 / AC3 / DD : format son Dolby Digital (5.1 channels ou 2 channels).
- DTS:X : format son DTS:X.
- DTS-HD: DTS Master Audio 16 Bits / 24 Bits
- Atmos : format son Dolby Atmos.
- CBR : Constant BitRate.
- DTS : format son DTS Digital Surround 5.1
- EAC : Exact Audio Copy : logiciel utilisé pour ripper des CD-Audio.
- E-AC-3 / E-AC3 / DD+ / DDP : format Dolby Digital Plus. En général utilisé dans la diffusion audio des chaînes de TV.
- Extreme/r3mix/... : réglage de LAME utilisé pour encoder en qualité CBR 320 kb/s.
- FLAC / ALAC : format audio compressé sans perte. FLAC en .flac / ALAC en .m4a.
- LAME : encodeur MP3.
- LD/Line Dubbed : suffixe qui accompagne également une balise de qualité vidéo (exemple : TS LD), cela signifie que la piste son du fichier téléchargé provient d'une source directe, c'est-à-dire enregistrée directement depuis une prise audio (casque pour les malentendants dans une salle de cinéma par exemple). La qualité du son est généralement bonne.
- LossLess : indique un format de compression non destructrice ou sans perte de données (FLAC, APE, par exemple), contrairement aux formats lossy (MP3/MPC notamment).
- MP3 / WMA / M4A / AAC : format audio compressé avec perte.
- MD/Micro Dubbed : suffixe qui accompagne généralement une balise de qualité vidéo (exemple : TS MD), cela signifie que la piste son du fichier téléchargé provient d'un micro, ou plus généralement d'une caméra dans une salle de cinéma (à noter que la qualité est généralement mauvaise).
- MPC : format de compression.
- VBR : Variable BitRate : meilleur que le CBR, à taux moyen équivalent.

### Vocabulaire pour les documents textuels
- .nfo : un fichier .NFO est fourni avec chaque release pour promouvoir le groupe et fournir des informations générales telles que format, source, taille, et toutes les notes qui peuvent être utiles. Ils sont également employés pour passer des annonces de recrutement de membres, ainsi que pour appeler à des dons de matériel pour la team (espace de stockage sur un serveur, etc.). Ces fichiers ne sont pas rédigés en toutes lettres, mais en ASCII Art, de telle sorte que pour les lire il faut un éditeur de texte et une police monospace (principe du Stoïchédon, chaque lettre a la même largeur) de taille suffisamment petite, ou utiliser un logiciel spécialisé dans l'affichage de l'ASCII Art (ACiDView ou Damn NFO Viewer à titre d'exemple).
- OCR PDF : PDF obtenu après une reconnaissance optique effectuée sur un fichier numérisé ou sur un ensemble d'images.
- Scanned PDF : PDF issu d'une numérisation.
- True PDF : PDF original.

### Vocabulaire peu courant
- 0-Day ou fresh : désigne les releases du jour, utilisée principalement pour les cracks, keygen, ou « Appz » ; pour les films, on parle de « Newz » ou « d'Exclus ».
- Appz : désigne des applications (logiciels) piratées. Le mot vient de l'association de app, diminutif d'application et de Warez.
- AR : aspect Ratio. Pour les XViD, il doit suivre txd2009, c'est-à-dire une largeur comprise entre 576px et 640px pour un AR compris entre 1.70 et 3.00, ou une largeur comprise entre 512px et 640px pour un AR compris entre 1.00 et 1.69.
- BAD IVTC : Bad Inverse TeleCine : le processus de conversion du framerate est incorrect (le film saccade).
- BAD A/R : Bad Aspect Ratio : mauvais aspect ratio, ne respectant pas les standards de la scène. En général cela se traduit par une image soit trop étirée, soit trop aplatie.
- BLACKLIST : liste noire, des utilisateurs ne respectant pas les règles de comportement sur le réseau.
- Board ou Boardz : est une page Web structurée sous la forme d'un forum où, le plus souvent, des pirates s'échangent des liens vers des fichiers protégés par copyright, qu'ils mettent souvent eux-mêmes à disposition des autres membres[réf. nécessaire].
- DIRFIX : Terme utilisé lors d'une faute de frappe ou d'une inexactitude détectée dans le nom de version d'origine.
- DupeCheck : site Web recensant les versions du jour distribuées par les teams.
- FLAMING : campagne de propagande noire (insultes, etc.) menée contre quelqu'un, sur un réseau.
- Fxp : méthode de transfert de données entre serveurs FTP, permettant de transférer des données entre-deux serveurs distants.
- Gamez : sur le même modèle que Appz, le terme désigne des jeux piratés.
- iNT ou iNTERNAL : release non publié, à l'attention exclusive des membres de la team, cela peut être dû à plusieurs raisons : soit la team ne souhaite pas faire un « DUPE » (car plusieurs rips circulent déjà…), soit le rip est de qualité médiocre et pour ne pas compromettre sa réputation, la team préfère ne pas le diffuser de manière publique.
- INTERLACED / 1080i : lignes horizontales en "zigzag " lors de mouvements, car la vidéo est entrelacée.
- LOCAL NUKED : dit d'une version ne respectant pas les règles d'un site.
- NOTICE : texte ayant pour support un NFO qui sert en général à régler les différends entre teams, à dénoncer des sites insecure, par exemple qui ont des affiliations avec les organismes antipiratages, ou à avertir d'un bust ou d'un hack.
- NULLED : désigne un script piraté. Traduction : «annulé» ; signifie généralement que toutes les mesures de sécurité des développeurs de logiciel mises en place ont été supprimées. Cela peut concerner la vérification de la clé de licence en ligne, les demandes d'appel à domicile, etc.
- PDTV : release techniquement de très bonne qualité, réalisée à partir d'un enregistrement depuis une source numérique. Le PDTV (Pure Digital Television) a cependant une résolution inférieure aux HDTV, la résolution ne dépasse pas 720 pixels en largeur (720*404 par exemple n'est pas considéré comme du PDTV).
- PRE : action de releaser. Se dit aussi d'un PRE-RETAiL DVD, une présérie qui a les mêmes caractéristiques que le RETAiL.
- PROOF : support multimédia (photo, screenshot, vidéo) prouvant qu'une version n'a pas lieu d'être nuke.
- READ.NFO : signifie que la team a un message à faire passer, en général concernant la version portant ce tag.
- REVAMPING : « ravalement de façade ». Procédé qui consiste à ravaler la façade d'un logiciel (changer l'interface graphique sous laquelle il fonctionne), pour ensuite prétendre l'avoir adapté à un nouveau concept.
- Scanner-tagger : le « scanneur » recherche des serveurs FTP anonymes et libres (communément appelés ftp21) afin de téléverser « sournoisement » des fichiers dessus. Il est aussi « tagger », puisqu'il crée une multitude de répertoires (plusieurs centaines) pour cacher le fichier. Il va ainsi créer une énorme quantité de chemins différents menant tous à des dossiers vides sauf pour un seul qui mènera au fichier partagé. Les noms des dossiers contiennent en général des chaines de caractères qui les rendent non supprimables depuis l'OS du serveur. Le côté « labyrinthe » a pour but de décourager celui qui ne connait pas le véritable chemin, qui se voit obligé de vérifier tous les contenus pour obtenir son fichier. De plus, certains caractères n'apparaissent pas dans le nom des dossiers : il devient alors impossible de les connaître exactement.
- STV : Straight To Video, un film jamais sorti au cinéma et directement mis en vente.
- TeleCine : abréviation TC, l'image provient d'une bande de cinéma, acquise à l'aide d'une machine TeleCine rare et coûteuse. Le son peut provenir d'une autre source.
- WS : Wide Screen = Format 16:9.

## Protection antipiratage
Voici ci-dessous une liste non exhaustive des différentes solutions antipiratage utilisées :
- AACS : développée par le consortium AACS LA (Disney, Intel, Microsoft, Panasonic, Warner Bros., IBM, Toshiba et Sony) pour protéger tous les Blu-Ray et HD-DVD commerciaux via des clés de chiffrement. Ce système de protection a été cassé via des logiciels mal sécurisés disposant des clés de décryptage.
- DRM Steam : développée par Valve pour protéger les jeux disponibles sur le Steam store contre la copie. Ce système de protection a été cassé par rétro-ingénierie des DLL de protection.
- DRM Amazon Kindle : développée par Amazon pour protéger ses ebooks disponibles pour le Kindle d'Amazon. Ce système de protection a été cassé par brute force des clés de protection.
- Denuvo : développée par la société autrichienne Denuvo Software Solutions. Ce système de protection a d'abord été cassé par rétro-ingénierie des DLL de protection grâce à une faille sur Steam datant d'août 2016. Puis en 2017, le nouveau système de protection a été contourné par des émulateurs (certains encore instables) qui ne pouvait pas retirer la protection.
- C-Dilla SafeDisc : développé par Macrovision Corporation, visait à empêcher la duplication de disques non autorisée. En 2007, Microsoft identifie une vulnérabilité du pilote SECDRV.SYS[3]. Avec le temps, a été supplantée par SecuROM puis abandonnée en 2009.
- SecuROM : développé par Sony DADC. Le plus souvent utilisé pour les jeux vidéo PC, elle bloquait l'utilisation du logiciel si le disque de ce dernier n'était pas dans le lecteur. Cette protection est contournable avec un logiciel pouvant émuler Daemon Tools peut émuler cette protection. Les versions plus récentes permettent de limiter le nombre d'installations et d'activations auxquelles les utilisateurs finaux ont accès, ainsi que l'obligation des utilisateurs de rester en ligne pour que le jeu fonctionne.
- StarForce.
- Widevine

Il peut être noté que sur l'environnement Windows 10, certaines anciennes versions de SafeDisc, SecuRom et StarForce sont incompatibles. Les utilisateurs étant alors obligés de se tourner vers des patchs/crack No-CD pour jouer aux jeux intégrants ces anciennes versions.

### Controverses liées aux DRM
Les militants pour le logiciel libre estiment que l'objectif affiché des DRM de limiter les infractions au copyright cacherait en réalité des motivations nettement moins défendables, tels que l'espionnage des utilisateurs, le contrôle absolu sur les oeuvres culturelles et avec elle la possibilité de les faire disparaître sans préavis. De plus, les DRM vont souvent au-delà de ce qu'interdisent les lois sur le copyright et interdisent les exceptions au droit d'auteur.

## Défenseurs du warez
Certaines personnes et collectifs défendent ouvertement l'usage du warez. C'est notamment le cas de l'auteur Lionel Dricot qui, sur son blog, justifie sa prise de position par la médiocrité des services proposés par les distributeurs, la mauvaise distribution des revenus générés par les ventes, les verrous imposés par des protections techniques ainsi l'immoralité des lois pour lesquelles les majors de l'industrie du divertissement font du lobbying.
Eric D. Wilkinson, producteur du film The man from earth, a personnellement remercié un site de téléchargement illégal d'avoir rendu son film disponible gratuitement car le film étant à petit budget, ce dernier ne pouvait se permettre une distribution internationale, chose qu'a permise sa publication sur un site de warez en même temps qu'une rapide montée en popularité lui faisant rejoindre le top 50 des films de science-fiction sur IMDb,.